# Świstunka żółtawa
Świstunka żółtawa (Abrornis inornatus) – gatunek małego wędrownego ptaka z rodziny świstunek (Phylloscopidae), wcześniej zaliczany do pokrzewek (Sylviidae). Występuje w Azji i skrajnie wschodniej europejskiej części Rosji. Nie jest zagrożony.

## Systematyka
Gatunek ten po raz pierwszy zgodnie z zasadami nazewnictwa binominalnego opisał w 1842 roku Edward Blyth. Autor nadał mu nazwę Regulus inornatus; nie wiedział, gdzie został odłowiony holotyp; w 1938 Ticehurst wskazał jako miejsce typowe okolice Kalkuty w Indiach. Autorzy Kompletnej listy ptaków świata umieszczają ten gatunek w rodzaju Abrornis, ale częściej jest on zaliczany do Phylloscopus.
Dawniej łączono świstunkę żółtawą w jeden gatunek ze świstunką ałtajską (A. humei). Nie wyróżnia się podgatunków.

## Występowanie
Występuje w północnej Rosji od rzeki Peczory i gór Uralu na wschód po wschodnią Syberię (aż po Morze Ochockie), na południe po północno-wschodni Ałtaj, północną Mongolię, Góry Bajkalskie, północno-wschodnie Chiny i prawdopodobnie Koreę Północną. Zimuje od północno-wschodniej części Półwyspu Indyjskiego po południowo-wschodnią Azję i Tajwan.
Świstunka żółtawa przelatuje przez Polskę każdej jesieni (wrzesień, październik), w niektórych latach stosunkowo licznie; można spotkać tego ptaka również wiosną. Do końca 2017 odnotowano 230 stwierdzeń tego ptaka na terenie kraju, łącznie obserwowano 274 osobniki. W związku z dość licznymi obserwacjami w ciągu ostatnich lat, świstunka żółtawa od 1 stycznia 2018 została wykreślona z listy gatunków podlegających weryfikacji przez Komisję Faunistyczną Sekcji Ornitologicznej Polskiego Towarzystwa Zoologicznego.

## Morfologia
Długość ciała 10–11 cm, masa ciała 4,3–6,5 g.
Ptak wielkością i wyglądem przypomina zniczka lub mysikrólika. Najważniejszą cechą upodabniającą świstunkę żółtawą do tych gatunków jest rysunek na skrzydle: jasne paski na końcach dużych i średnich pokryw, ciemny czworokąt na nasadach lotek drugiego rzędu, kontrastowo jasne brzegi lotek oraz jasne elementy na lotkach trzeciego rzędu. Sylwetka ptaka drobna, kulkowata z krótkim ogonkiem i delikatnymi nogami. Dziób krótki, delikatny, dobrze wyodrębniony, wierzch głowy szarawozielony, nieco ciemniejszy niż grzbiet, który jest szarawooliwkowy. Najjaśniejszą częścią tułowia jest zielonożółtawy kuper, niekontrastowy do grzbietu i pokryw nadogonowych.

## Zachowanie
Ptaki tego gatunku są bardzo ruchliwe, żerują wewnątrz koron drzew i krzewów, zganiając pokarm z liści i gałązek, podlatują za owadami, zawisając na chwilę w locie przy liściach, by prędko schwytać zdobycz.

## Śpiew
Wysokie, lekko sepleniące tony: „cli-jist”, „cli-it”, trwające około 0,2 sekundy. Śpiew szybki i wysoki jak u mysikrólika, energiczny pisk złożony z trzech okrzyków (niezauważalne pauzy pomiędzy nimi) „tsiju ciłijip cijii”, trwa około 1,8 sekundy. Wędrujące jesienią świstunki żółtawe mogą się wcale nie odzywać, z tego powodu opisane dźwięki mimo sporej liczby wędrujących przez Polskę ptaków należą do rzadkości.

## Status i ochrona
Międzynarodowa Unia Ochrony Przyrody (IUCN) uznaje świstunkę żółtawą za gatunek najmniejszej troski (LC – Least Concern). Liczebność światowej populacji nie została oszacowana, ale jej trend uznawany jest za stabilny ze względu na brak znaczących zagrożeń dla gatunku.
Na terenie Polski gatunek ten jest objęty ścisłą ochroną gatunkową.